# Adonara
Adonara (Bahasa Indonesia: Pulau Adonara, veraltet Adenara, auch Dnara, Lamala, Crama, Sebrão) ist eine indonesische Insel des Solor-Archipels. Sie liegt östlich von Flores, nördlich von Solor und westlich von Lomblen. Im Norden liegt die Bandasee. Mit 1.659 Metern ist Adonara die höchste Insel des Archipels und hat eine Fläche von 497 km².

## Verwaltung
Adonara gehört zum Kerajaan Adonara des Regierungsbezirks (Kabupaten) Ostflores in der Provinz Ost-Nusa Tenggara.

## Geschichte

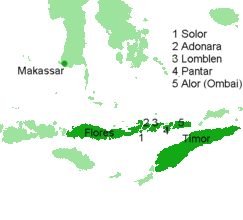
Portugiesische Einflusssphäre auf den Kleinen Sundainseln im 16. und 17. Jahrhundert

Im 16. Jahrhundert erreichten die Portugiesen als erste Europäer die Region und beanspruchten unter anderem auch Adonara als ihr Territorium. Zu diesem Zeitpunkt war die Insel nur dünn besiedelt, es gab nur sieben oder acht Dörfer. 1599 hatte man zwei Kirchen auf Adonara errichtet.  Im 16. Jahrhundert waren bis auf ein christliches alle Dörfer von Animisten bewohnt. Das christliche Dorf wechselte allerdings im 17. Jahrhundert zum Islam. Seit 1650 bestand auf der Insel ein lokales Königreich. 1851 verkaufte der portugiesische Gouverneur der Besitzungen auf den Kleinen Sundainseln José Joaquim Lopes de Lima die Insel zusammen mit anderen Gebieten an die Niederlande. Dies wurde offiziell im Vertrag von Lissabon 1859 bestätigt.

## Kultur
Auf Adonara wird eine Sprache mit dem gleichen Namen gesprochen. Adonara gehört zu den malayo-polynesischen Sprachen. Die Bevölkerung gehört dem muslimischen und christlichen Gauben an.

## Geologie

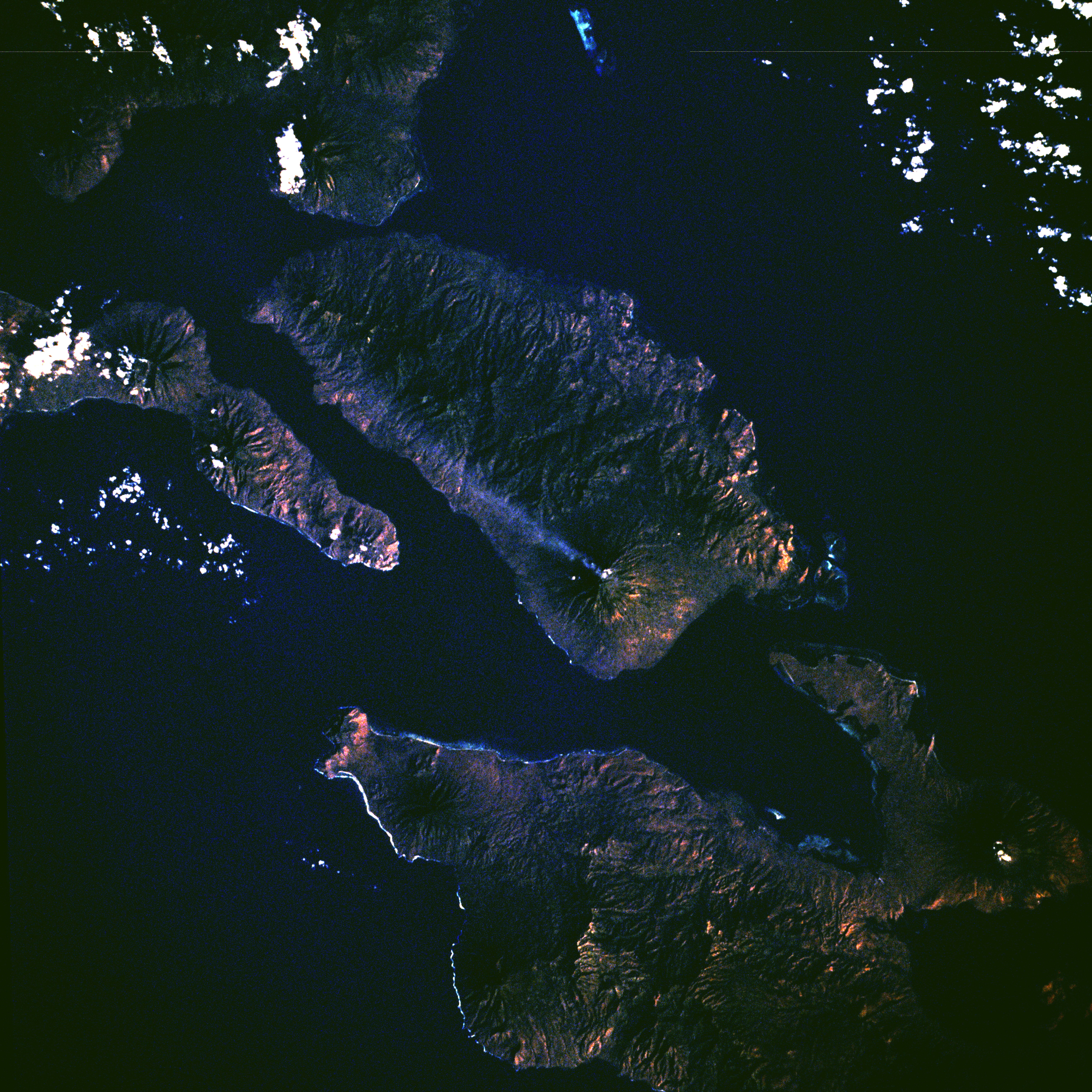
Adonara vom Space Shuttle aus fotografiert. Die Rauchwolke stammt vom Vulkan Ili Boleng

Der Vulkan Ili Boleng auf Adonara ist aktiv.